# Махмудов, Рожан
Рожан Махмудов (1925—1943) — красноармеец Рабоче-крестьянской Красной Армии, участник Великой Отечественной войны, Герой Советского Союза (1944).

## Биография
Равшан (Рожан) Махмудов родился в 1925 году в селе Сиаб (ныне — территория Самаркандской области Узбекистана). В феврале 1943 года Махмудов был призван на службу в Рабоче-крестьянскую Красную Армию и направлен на фронт Великой Отечественной войны, был стрелком 1-го батальона 1323-го стрелкового полка 415-й стрелковой дивизии 89-го стрелкового корпуса 61-й армии Центрального фронта. Отличился во время битвы за Днепр.
В сентябре 1943 года Махмудов принимал активное участие в боях за захват и удержание плацдарма на западном берегу Днепра в районе села Змеи Репкинского района Черниговской области Украинской ССР. Лично участвовал в отражении десяти немецких контратак, в критические моменты боя трижды поднимал своих товарищей в атаку. В одной из атак 27 сентября 1943 года Махмудов погиб. Похоронен в братской могиле в селе Мысы Репкинского района.
Указом Президиума Верховного Совета СССР «О присвоении звания Героя Советского Союза генералам, офицерскому, сержантскому и рядовому составу Красной Армии» от 15 января 1944 года за «образцовое выполнение боевых заданий командования на фронте борьбы с немецкими захватчиками и проявленными при этом отвагу и геройство» красноармеец Равшан Махмудов посмертно был удостоен высокого звания Героя Советского Союза. Также посмертно был награждён орденом Ленина.
В честь Махмудова названа улица в Самарканде.